# Permis d'aimer (téléfilm)
Pour le film, voir Permis d'aimer (film).
Permis d'aimer est un téléfilm français réalisé par Rachida Krim et diffusé le 18 janvier 2012 sur France 2.

## Fiche technique
- Réalisation : Rachida Krim
- Scénario : Catherine Rambert et Rachida Krim
- Musique : Safy Boutella
- Date de diffusion : 16 octobre 2005 sur France 2
- Durée : 95 minutes
- Genre : Drame

## Distribution
- Fejria Deliba : Malika
- Charles Berling : Jean
- Sofia Boutella : Lila
- Farida Rahouadj : Djamila
- Souad Amidou : Sama
- Karim Saleh : Hocine
- Djida Belhaddad : Houria
- Benhaïssa Ahouari : Mohamed
- Taïdir Ouazine : Aïcha
- Farida Ouchani : Nora
- Meriem Serbah : Fatima
- Abdelkrim Bahloul : M. Ben Amar
- Tassadit Mandi : Mme Ben Amar
- Claudine Baschet : la marabout
- Pascal Perriz : le moniteur de judo
- David Buniaz : Adrien